# امامزاده داوود (رود)
رودخانهٔ امامزاده داوود رودی در استان تهران است. این رودخانه در ۲۲ کیلومتری شمال غربی تهران، سرچشمهٔ اصلی رودخانه کن است. نام این رودخانه از نام امامزاده داوود گرفته شده‌است. فاضلاب امامزاده داوود به این رودخانه می‌ریزد و در نتیجهٔ آن آب این رود بسیار آلوده شده‌است.